# Veliki prisekan kubooktaeder
| Veliki prisekani kubooktaeder                   | Veliki prisekani kubooktaeder                       |
| ----------------------------------------------- | --------------------------------------------------- |
|                                                 |                                                     |
| Vrsta                                           | uniformni zvezdni polieder                          |
| Elementi                                        | F = 26, E = 72, V =48 ({\displaystyle \chi \,} = 2) |
| Stranske ploskve po stranicah                   | 12{4}+8{6}+6{8/3}                                   |
| Wythoffovi simboli                              | 2 3 4/3 \|                                          |
| Simetrijska grupa                               | Oh, [4,3], *432                                     |
| Bowerjeva okrajšava                             | Quitco                                              |
| Sklici                                          | U20, C67, W93                                       |
| veliki disdiakisni dodekaeder (dualni polieder) | 4.6.8/3 slika oglišč                                |

Veliki prisekani kubooktaeder je nekonveksni uniformni polieder z oznako (indeksom) U20. Lahko se ga prikaže tudi s Schläflijevim simbolom t0,1{5/3,3} in s Coxeter-Dinkinovim diagramom . Včasih ga imenujejo tudi kvaziprisekani kubooktaeder, ki je soroden s prisekanim kubooktaedrom . Pri tem so osemkotne stranske ploskve spremenjene v oktagramske{8/3}.

## Konveksna ogrinjača
Njegova konveksna ogrinjača je neuniformni prisekani kubooktaeder. Prisekani kubooktaeder in veliki prisekani kubooktaeder tvorita izomorfna grafa kljub njuni različni geometrijski strukturi.
| konveksna ogrinjača | veliki prisekani kubooktaeder |

## Kartezične koordinate
Kartezične koordinateoglišč velikega prisekanega kubooktaedra so vse permutacije vrednosti
(±1, ±(1−√2), ±(1−2√2)).